# Makunda
Makunda est une ville du Botswana.